# محی‌الدین جارودی
محی‌الدین جارودی (عربی: محي الدين الجارودي) بازیکن فوتبال اهل لبنان بود.
وی همچنین در تیم ملی فوتبال لبنان بازی کرده‌است.